# Andalouse
Andalouse es una canción interpretada por el cantante francés Kendji Girac. El tema fue escrito por Rachid Mir, Christian Dessart y Nazim Khaled y producida por The Bionix. La canción fue lanzada por Mercury Records el 18 de agosto de 2014 como el primer sencillo del álbum debut titulado Kendji. "Andalouse" es una canción dance-pop con influencias de la música latina e india, y también presenta al cantante teniendo una conversación en español.
El sencillo se encontró con un fuerte éxito comercial en Francia y Bélgica a finales de 2014 alcanzando el tercer puesto, convirtiéndose en el sencillo más grande de Girac hasta la fecha, y ha sido certificado de oro al vender 75 copias en el país anterior. "Andalouse" también tuvo su impacto en Polonia desde febrero de 2015, alcanzando el top 10 de los 100 principales de Airplay en Polonia y llegando a la cima de las listas de radio. El video musical oficial del sencillo se estrenó en Vevo el 25 de septiembre de 2014. Más tarde superó los 100 millones de reproducciones y se convirtió en el video musical más visto del cantante en julio de 2018, alcanzando los 273 millones.

## Listas

### Listas semanales
| Lista (2014)                                | Alta posición posición |
| ------------------------------------------- | ---------------------- |
| Bélgica (Flandes) (Ultratip Bubbling Under) | 14                     |
| Bélgica (Valonia) (Ultratop 50)             | 3                      |
| Francia (SNEP)                              | 3                      |
| Grecia (Billboard)                          | 3                      |
| Polonia (Polish Airplay Top 100)            | 10                     |
| Polonia (Polish Airplay New)                | 3                      |
| Suiza (Schweizer Hitparade)                 | 56                     |

### Listas de fin de año
| Lista(2015)    | Posición |
| -------------- | -------- |
| Polonia (ZPAV) | 32       |